# Гримме, Адольф
Адольф Гримме (нем. Adolf Grimme; 31 декабря 1889, Гослар — 27 августа 1963, Дегерндорф) — социал-демократ, политический деятель в Веймарской республике и Федеративной Республике Германия, антифашист, член немецкого движения Сопротивления во время Второй мировой войны, член организации «Красная капелла».

## Биография
Адольф Бертольд Людвиг Гримме родился в семье начальника железнодорожного вокзала Адольфа Гримме-старшего и его супруги Луизы Шандер.
Изучал философию и германистику в университетах Галле, Геттингена и Мюнхена. Во время обучения принимал активное участие в студенческом движении. В 1922 году вступил в Социал-демократическую партию Германии. Завершив образование, в 1924 году получил место старшего преподавателя в Ганновере, в 1925 году — директора школы в Магдебурге. В 1928 году был заместителем министра образования в правительстве Пруссии, а спустя год — вице-президентом провинциальной образовательной коллегии в Берлине и Бранденбурге. В 1930 году стал преемником Карла Генриха Беккера и был последним министром образования в демократически избранном правительстве Пруссии вплоть до государственного переворота в Пруссии 20 июля 1932 года.

### Арест и тюремное заключение
Он был религиозным социалистом и не скрывал своих взглядов даже после прихода к власти национал-социалистов. В 1942 году был арестован гестапо. В 1943 году Имперский военный трибунал признал его виновным в «недонесении о попытке государственного переворота» и приговорил к трём годам тюремного заключения. Его активное участие в движение Сопротивления как автора нескольких опубликованных брошюр против нацистской идеологии оставалось незамеченным, и это спасло ему жизнь. Отбывал наказание в тюрьмах Лукау и Фюльсбюттель.

### Послевоенное время
15 сентября 1945 года он подал жалобу против судьи-нациста Манфреда Рёдера, лично приговорившего к смертной казни 49 членов «Красной капеллы», включая Дитриха Бонхёффера, Ханса фон Донаньи, Арвида Харнака и Гюнтера Вайзенборна.
Окончательный вердикт Ганса Юргена Финка, прокурора Люнебурга, от 12 мая 1951 года гласил, что судебные разбирательства в Имперском верховном суде времён нацизма были «верными», и подсудимые были справедливо приговорены к смертной казни. Жертвы нацизма из организации «Красная капелла» были названы предателями и изменниками родины. По мнению прокурора, военные преступники безусловно заслуживали порицания, но граждане Третьего рейха, участвовавшие в работе нацистской государственной системы были названы им людьми, честно выполнявшими свой гражданский долг. В конце 1960-х годов показания Адольфа Гримме были похищены из прокуратуры Люнебурга, и следствие по делу было прекращено.
После войны Адольф Гримме был избран депутатом в ландтаг Ганновера, а после образования британскими оккупационными властями федеральной земли Нижняя Саксония с 9 декабря 1946 года по 28 марта 1947 года — депутатом в ландтаге Нижней Саксонии. До 1948 года исполнял обязанности первого в Нижней Саксонии министра образования, 15 ноября 1948 года был назначен первым генеральным директором Немецкого северо-западного радио (NWDR). В 1955 году вышел на пенсию.
Умер 27 марта 1963 года в Дегерндорфе. Его могила находится на городском кладбище Энгезоде в Ганновере.

### Память
Его самым известным высказыванием было: «Социалист может быть христианином, христианин должен быть социалистом». В 1964 году Немецкой ассоциацией народного образования была учреждена премия Адольфа Гримме (с 2010 года — Премия Гримме).